# 泉水亭錦魚
泉水亭 錦魚（せんすいてい きんぎょ）は、落語家の名前。
- 泉水亭金魚 - 後∶三代目小金井芦州
- 金魚家錦魚 - 現∶立川龍志
- 泉水亭錦魚 - 現∶二代目立川小談志